# Отель «Централь» (Кисловодск)
Отель «Централь» — здание в Кисловодске, Ставропольский край, Россия. Расположено рядом с мостом через Ольховку и Колоннадой перед входом в Курортный парк, по адресу ул. Красноармейская, д. 2. Является объектом культурного наследия регионального значения.

## Описание
Двухэтажное кирпичное оштукатуренное здание в стиле эклектики. Основной угол выходит на перекрёсток Первомайского проспекта и Красногвардейской улицы и оформлен выступающей полукруглой башней с куполом и шпилем.

## История
В начале 1860-х годом на месте нынешнего здания полковник Ф. Ф. Федюшкиным построил небольшой дом с 8 комнатами и два флигеля с 5 комнатами для сдачи в аренду отдыхающим.
В начале 1880-х годом наследники умершего полковника продали дом купцу Б. Э. Ходжаеву (ок. 1835—1904), отцу архитектора Э. Б. Ходжаева. Здания были перестроены Ходжаевым-младшим в стиле эклектики в доходный дом с 18 меблированными комнатами, на первом этаже расположилась аптека «Центральная» А. И. Рубановского. По состоянию на 1896 год здание именовалось отелем «Централь». Его владельцем стал родственник Ходжаевых П. И. Ганжумов. На 1908 год в здании было 22 номера.
В советский период в здании находились Дворец труда, позднее — Коммунальный банк, городская библиотека и экскурсионное бюро. В 1942—1943 годах, во время немецкой оккупации, в доме располагалась комендатура. В настоящее время здание находится в муниципальной собственности, в нём располагается Центральная городская библиотека и её детское отделение.
Являлся выявленным объектом культурного наследия, с января 2022 года — объект культурного наследия регионального значения.

## В культуре
В фильме Л. И. Гайдая «Жених с того света» (1958) в здании располагалось КУКУ (Кустовое управление курортных учреждений).
Проект здания изображён на памятнике его архитектору Э. Б. Ходжаеву, расположенном в Кисловодске на улице Ходжаева.